# Gerardo Guevara
Gerardo Guevara   (Quito, 23 de setembre de 1930 - Guayaquil, 23 de desembre de 2024) va ser un compositor equatorià.

## Biografia
A partir del 1959 i gràcies a una subvenció de la UNESCO, Guevara va estudiar composició amb Nadia Boulanger a l'École Normale de Musique de París, on es va graduar com a director d'orquestra. Durant la seva estada a Parí, també va estudiar musicologia a la Universitat de La Sorbona. Després de dotze anys a França, va tornar a l'Equador, on el 1972 va formar el cor de la Universitat Central de Quito. Un any més tard, va crear la Sayce (Societat per a la protecció dels músics).
Va actuar com a director de l'Orquestra Nacional Simfònica de 1974-75 i director del Conservatori Nacional (1980-88) on va impartir classes de composició i la història de la música equatoriana.
Va ser sobretot un compositor nacionalista però també va explorar la tècnica contemporània. Compositor prolífic, va escriure també assaigs i articles sobre música.

## Publicacions
- La música coral en Ecuador. En: Diners no. 1, Març 1980, pp: 30-33. Quito: Diners Club del Ecuador.
- Segunda Sonata para piano de Luis H. Salgado, en Opus, Any III, no. 31, gener. pp 48–51, editat per Arturo Rodas. Quito: Banc Central de l'Equador.
- Vamos a cantar: cancionero popular. Quito: Ministerio de Educación y Cultura, 1991. 205 pàgines (publicat novament el 1992).